# Marcos Zapata

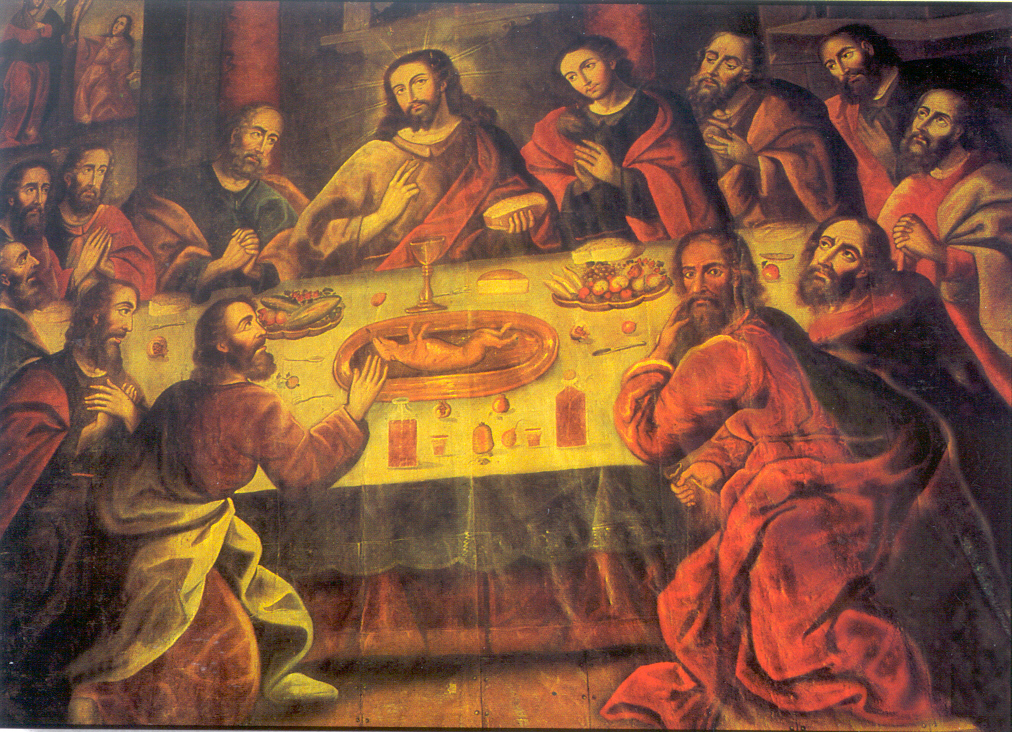
L'Últim Sopar de Marcos Zapata, Catedral del Cuzco.

Marcos Zapata (Cuzco, c. 1710-1773) va ser un pintor peruà.
Va ser un dels últims autors de l'anomenada Escola cuzquenya. Autor de quadres religiosos, entre 1748 i 1764 va pintar almenys 200 obres, 24 d'elles sobre La vida de Sant Francesc d'Assís (1748), per a l'orde caputxí de Santiago (Xile); cinquanta llenços sobre la Lletania Laurentina (1755) per a la Catedral del Cusco i uns 73 treballs per a la Companyia, en el Cuzco (1762). Va usar el blau i el vermell en els seus quadres.
La seva carrera es desenvolupa entre 1748 i 1773. El seu influent estil es caracteritza per la bellesa dolça i convencional de les seves representacions marianes, envoltades gairebé sempre per caps alats de querubins. Zapata va abordar així mateix temes al·legòrics de la Verge. En aquest cas, el pintor es va inspirar en les estampes sobre aquest tema, gravades per Christoph Thomas Scheffler el 1732. Són composicions didàctiques, de lectura relativament fàcil pel que fa als complexos conceptes teològics que busquen explicar.
Per encàrrec dels jesuïtes, Zapata va abordar un altre conjunt similar, ajudat pel seu deixeble Cipriano Gutiérrez. De major interès, dins d'aquesta línia temàtica d'exaltació mariana, resulta la Verge entronitzada, que Zapata va realitzar en 1764 per a la Parròquia de l'Almudena. És una representació maiestàtica que va gaudir d'enorme acceptació si s'ha de jutjar per la gran quantitat de còpies i variants que van circular en tota la regió. però la fama de Zapata va transcendir àmpliament els límits del Cuzco i la seva obra va tenir una àrea d'influència que s'estenia per l'Alt Perú, Xile i el nord de l'actual Argentina. L'art d'aquest mestre serà continuat en posteriors dècades per diversos seguidors seus, entre els quals destaquen Antonio Vilca i Ignacio Chacón.